# 陈国砥
陳國砥（英語：Aloysius Chen Guodi，1875年11月7日—1930年3月9日；圣名；类思），是天主教中國籍主教及方濟會會士。首批國籍主教之一，曾任山西汾陽宗座代牧區宗座代牧（1924	-1930年）。

## 生平
陳國砥出生於1875年11月7日，在清朝山西省潞安的安阳村。1896年，他21歲時在洞儿沟加入方济会。1903年3月13日，陳國砥28歲時晉鐸。後來，在太原總修院担任拉丁文及护教学教授。1911年，出任太原聖母無染原罪主教座堂主任司鐸。1921年，出任临县总铎区总铎。
1926年5月12日，聖座從太原府宗座代牧區劃出山西省的15個縣成立汾陽宗座代牧區，並任命國籍方濟會會士陳國砥出任首任宗座代牧，且領銜土耳其阿圖達教區主教。同年10月28日陳國砥與趙懷義、朱開敏、胡若山、孫德楨和成和德六位首批的中國籍主教，在羅馬聖伯多祿大殿由時任教宗庇護十一世親自祝聖晉牧。1927年5月5日，陳主教帶領太原府宗座代牧區的所有中國籍神職人員共17人到汾陽展出牧靈工作。
陳主教任內在1928年襄禮晉牧苗其秀為山西潞安府宗座代牧。1930年3月9日，陳國砥主教晉牧後3年在中華民國山西省汾陽縣去世，享年55歲。